# 뜨레봄
주식회사 뜨레봄은 2005년 3월 10일에 창업자 김제구가 고양시 일산에 설립하였다. 처음 유기농 식품원료 수입 도매업으로 사업을 시작하였다. 그러나 2005년 연간 당시 웰빙(Well-being)열풍을 등에 업고 초록마을, 이팜 등 유기농전문점에 2006년 고양시 일산동구 지영동 소재 식품제조 공장을 설립하여 직제조한 다품종소량생산 방식의 '친환경 유기농식품'을 직접 납품하는 식품제조업으로 전환하였다.
```
주력제품은 창업 초기부터 발매된 유기농스프,우리밀카레,부침가루, 튀김가루 등 프리믹스와 식빵믹스, 쿠키믹스등 베이킹믹스,유기농설탕 소분제품과 설탕 가공품, 천연향신료 및 국내산 원료를 사용한 복합조미식품등이며, 한살림, 우리생협, 올가홀푸드 등 국내 유수의 유통처에 친환경, 유기농식품을 공급하고 있다. 업무혁신형중소기업, 벤처기업, 기술혁신형중소기업(Inno-Biz)인증과 ISO9001 국제품질인증, 유기가공인증을 획득했으며 기업부설 유기가공연구소를 운영 중이다. 한국인의 식습관에 맞는 친환경 유기농식품을 다수 생산하고 있으며 국내외 고품질의 유기농 농식품원료 제품개발과 공급에 불철주야 노력하는 미래 비전이 큰 전문식품제조기업이다.
```

```
(주)뜨레봄은 일체의 인공합성 화학적 소재의 첨가물을 일체 사용하지 않는다. 창업 이후 가장 안전하고 위생적이며 이익이 적고 소량을 생산하더라도 "내 가족이 먹어도 결코 부끄럽지 않은 정직한 먹을거리를 생산 공급"하는데 최선을 다하고 있다. 대기업의 대량생산 양산제품과 달리 국산 및 적은 양의 친환경 유기농원료를 가지고 정직하게 가공하여 제대로 된 제품을 만들기 위해서 노력하고 있다. 새로이 1인 가정과 대용식(HMR Home Meal Replacement) 시장의 증가에 따라 다양하고 간편하며 좋은 원료로 만든 신제품을 제조하고 있다. 새로운 도전이 기대되는 좋은 회사로 발전하기를 기대해 본다.
```